# Storojove, Ciutove
Storojove (în ucraineană Сторожове) este un sat în comuna Voinivka din raionul Ciutove, regiunea Poltava, Ucraina.

## Demografie
Componența lingvistică a localității Storojove
     Ucraineană (96,52%)
     Rusă (3,29%)
     Alte limbi (0,19%)
Conform recensământului din 2001, majoritatea populației localității Storojove era vorbitoare de ucraineană (96,52%), existând în minoritate și vorbitori de rusă (3,29%).